# Bassel Khartabil
Bassel Khartabil —àrab: باسل خرطبيل, Bāsil Ḫartabīl— també conegut com a Bassel Safadi —àrab: باسل صفدي, Bāsil Ṣafadī— (Damasc, 22 de maig de 1981 - 3 d'octubre de 2015) fou un desenvolupador de programari de codi obert i activista sirià palestí.
Khartabil va néixer i créixer a Síria, on es va especialitzar en desenvolupament de programari de codi obert. Fou cap de tecnologia i cofundador de l'empresa de recerca col·laboradora Aiki Lab i també va dirigir l'àrea tecnològica d'Al-Aous, una institució de recerca i publicacions dedicada a l'arqueologia siriana. Fou líder de projectes i figura pública de Creative Commons Síria i va col·laborar a Mozilla Firefox, Viquipèdia, Openclipart, Fabricatorz i Sharism.
El seu treball més recent inclou una fotografia que reconstrueix en 3D de forma realista la ciutat vella de Palmira (Síria), una visualització en temps real i el desenvolupament amb Fabricatorz del marc de programació de la web d'Aiki Framework.
El 15 de març de 2012, el primer aniversari de la revolta siriana, va ser detingut a Damasc pel govern sirià i empresonat a la presó d'Adra, fet que va provocar el naixement d'una campanya internacional pel seu alliberament. El 3 d'octubre de 2015 va ser traslladat a un lloc desconegut, probablement per ser jutjat per un tribunal militar. Poc després, Human Rights Watch i 30 altres organitzacions internacionals de drets humans van fer pública una carta demanant saber on era Bassel Safadi. El 20 de novembre de 2015 diverses organitzacions, entre les quals es trobava Amnistia Internacional, van emetre una nota de premsa en la qual explicaven que es temia per la seva vida. L'agost de 2017 diferents mitjans van difondre que havia estat executat pel govern sirià poc després de la seva detenció.